# Cessieu
Cessieu település Franciaországban, Isère megyében. Lakosainak száma 3257 fő (2022. január 1.). Cessieu Saint-Victor-de-Cessieu, Sérézin-de-la-Tour, Rochetoirin, Ruy-Montceau és Saint-Jean-de-Soudain községekkel határos.

## Népesség
A település népességének változása:
| Lakosok száma | 1609 | 1682 | 2025 | 2526 | 2740 | 2886 | 2984 | 3113 | 3172 | 3257 |
|               | 1968 | 1982 | 1990 | 2006 | 2013 | 2015 | 2017 | 2019 | 2020 | 2022 |